# 함평항
함평항은 전라남도 함평군 손불면 학산리에 있는 어항이다. 2006년 2월 7일 어촌정주어항으로 지정하여 관리하고 있다. 시설관리자는 함평군수이다.

## 어항 연혁
- 함평군 손불면 학산리 해은부락에 위치하는 항으로 문명이 발달하면서 서해안의 주요거점으로 발달되었고, 조선시대까지 주변 군사적 요충지의 중요한 통로역할을 하였다. 또한 1951년부터 함평군 학산리 육지 소규모항으로 사용되어온 후 2001년에는 어촌정주어항으로 변경되었고, 국가관리 연안어항으로 개발을 위해 ‘해은항’에서 ‘함평항’으로 개칭하였다.

## 어항 구역
- 수역: 기존 방파제 기부에서 방조제 법선과 75°방향으로 1,500m 나간점에서 직각 남쪽으로 4,500m, 직각 동쪽으로 1,000m, 직각 북쪽으로 3,900m(어항구역:4,766,733m2)[1]

## 기본 계획
- 방파제 2,110m2 선착장 L=170m, 물양장 A=4,500m2, 주차장 A=2,700m2, 진입로 L=248m, 복지시설 A=1,300m2, 레저시설 A=2,419m2, 부교 L=360m.[2]

## 주요 어종
- 낙지 등 연체동물이 가장 많고, 활어, 갑각류 및 기타 수산물 등이다.